# The Nice
Pour les articles homonymes, voir Nice (homonymie).
The Nice est un groupe britannique de rock, originaire de Londres. Il est formé en 1967 par le claviériste Keith Emerson, d'abord pour accompagner la chanteuse américaine P. P. Arnold qui vit désormais en Angleterre, mais il se détache d'elle très vite pour devenir indépendant. Le groupe est connu pour son mélange de rock psychédélique, de jazz et de musique classique qui annoncent le rock progressif.

## Historique

### Débuts
Keith Emerson joue avec le groupe Gary Farr and the T-Bones en 1966 et c'est alors qu'il fait la rencontre du bassiste Keith Jackson, les deux se retrouveront plus tard avec The Nice. Le groupe est constitué en 1967 lorsque le manager Andrew Loog Oldham cherche des musiciens pour accompagner sa protégée, la chanteuse soul américaine P. P. Arnold, ex- Ikettes du groupe Ike & Tina Turner Revue. Il se compose à l'origine du pianiste et organiste Keith Emerson, du bassiste-chanteur Keith Anthony Joseph Lee Jackson, du guitariste trompettiste David O'List et du batteur Ian Hague, anciennement de Chris Farlowe and the Thunderbirds. Ils effectuent une tournée sous cette forme, puis se détachent de la chanteuse P. P. Arnold, le batteur Ian Hague est remplacé par Brian Davison et ils prennent pour nom The Nice, inspirés par une chanson des Small Faces, Here Come the Nice.
Pour éviter toute confusion avec Keith Emerson, le bassiste modifie son prénom de Keith pour Lee, il sera donc connu désormais comme Lee Jackson. Le groupe enregistre son premier album, The Thoughts of Emerlist Davjack, l'année suivante sur Immediate Records. Le son est encore essentiellement psychédélique, mais le disque démontre une volonté d'expérimentation, notamment la reprise du Blue Rondo à la Turk de Dave Brubeck en 4/4 au  lieu de la mesure (2+2+2+3)/8. Au-delà de la virtuosité aux claviers d'Emerson, Lee Jackson, gaucher, se distingue en jouant de sa basse avec un archet sur Karelia Suite de Sibelius et, plus tard, sur Hang on to a Dream de Tim Hardin . David O'List joue aussi la trompette en plus de la guitare (la pièce For Example dans laquelle il reprend un court extrait de Norwegian Wood des Beatles à la trompette). Cette pièce For Example sera d'ailleurs reprise par le groupe hollandais Ekseption.
Une longue tournée fructueuse s'ensuit, suscitant la controverse lorsque Emerson brûle un drapeau des États-Unis sur la scène du Royal Albert Hall tandis que le groupe joue un arrangement satirique et particulièrement brutal de America de Leonard Bernstein, ce qui vaudra au groupe d'être banni à vie de cette salle de concerts. Emerson a par ailleurs décrit cette pièce comme étant la toute première protest song instrumentale. Elle inclut des citations de la Symphonie du Nouveau Monde de Dvořák. "Dvořák, c'est le côté pur de l'Amérique ; le thème de West Side Story, c'est sa brutalité" 

### Réduction en trio
David O'List quitte les Nice durant l'enregistrement de son second album, Ars Longa Vita Brevis, qui sort fin 1968, et rejoint le groupe Roxy Music, avec lequel il ne restera que quelques mois. The Nice décident de poursuivre en trio, après avoir auditionné quelques guitaristes dont Steve Howe (futur Yes). L'absence de guitare et la domination de Keith Emerson à l'orgue ou au piano, donne un son caractéristique au troisième album du groupe, simplement intitulé Nice (aussi connu sous le titre Everything as nice as mother makes it) en (1969). Sur scène, le groupe est réputé pour son comportement violent (les couteaux d'Emerson plantés entre les touches de son orgue, couteaux qui lui ont été donnés par le bassiste chanteur Lemmy Kilmister qui était alors roadie pour The Nice) ainsi que, musicalement, pour ses reprises (My Back Pages  et She Belongs To Me de Bob Dylan, Hang on to a Dream de Tim Hardin) qu'il transforme en longues suites truffées de citations classiques.
L'apogée du succès artistique du groupe est probablement la suite de dix-huit minutes Five Bridges, interprétée en octobre 1969 avec un orchestre symphonique complet dirigé par Joseph Eger à l'occasion du Newcastle Arts Festival. Le titre fait référence aux cinq ponts de la ville qui enjambent la rivière Tyne (deux de plus ont été construits depuis). En 1970, les trois membres du groupe jouent ensemble sur un album de Roy Harper, Flat, Baroque and Berserk, avant de se séparer. La performance du trio lors du concert Five Bridges Suite sort enfin en juin 1970 après la séparation du groupe, publié sur disques Charisma à la suite de la faillite du label Immediate. 7 ans plus tard, Emerson refera l'expérience d'un orchestre classique avec Emerson, Lake & Palmer, pour la tournée Works Vol 1. Le dernier album des Nice fut Elegy, sorti un an après sa dissolution, en 1971. Le groupe aura ainsi repris trois chansons différentes de Bob Dylan durant sa carrière, soit She belongs to me sur l'album Nice, Country Pie/Brandenburg Concerto no. 6 de Bob Dylan et Jean-Sébastien Bach sur The Five Bridges Suite et finalement My Back Pages sur leur dernier album Elegy.
En 1969, Keith rencontre le chanteur-bassiste de King Crimson, Greg Lake, durant une tournée aux États-Unis et décide de former un nouveau groupe avec lui, sabordant ainsi The Nice. Le batteur d'Atomic Rooster, Carl Palmer, rejoint Emerson et Lake, et le nouveau groupe prend pour nom Emerson, Lake and Palmer.

### Post-séparation et retour

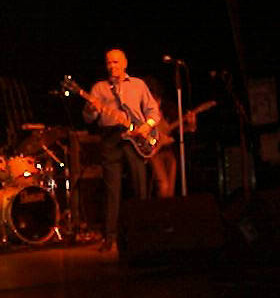
Lee Jackson, pendant la réunion des Nice en 2002.

Lee Jackson et Brian Davison forment respectivement Jackson Heights et Every Which Way en 1971, puis se retrouvent en 1974 au sein du groupe Refugee avec le claviériste Patrick Moraz. Lee Jackson enregistre quatre albums avec Jackson Heights, un rock plutôt agréable et un véritable défi car le groupe tournait en trio sans batteur. Après l'échec de Every Which Way, Brian Davison tournera avec Gong avant de rejoindre Refugee. En 1973, il retrouve Roy Harper pour son album Lifemasks, alors qu'il tient la batterie sur la longue suite The Lord's Prayer.
The Nice se reforme (sans David O'List) en 2002 et 2003 pour deux tournées : de la première, en 2002, est tiré un album live, Vivacitas, avec, en plus, Dave Kilminster à la guitare, Phil Williams à la basse et Pete Riley à la batterie. Ces trois musiciens supplémentaires constituent la première mouture du Keith Emerson Band, ils sont présents en renfort de Lee Jackson et Brian Davison et ne jouent que sur quelques pièces de l'album.

## Morts
Le 15 avril 2008, Brian Davison meurt d'une tumeur cérébrale à Bideford. En janvier 2014, le batteur Ian Hague est retrouvé mort dans sa maison à Cambridge. Le 11 mars 2016, Keith Emerson, dépressif car souffrant de problèmes dégénératifs des nerfs de sa main droite, se suicide dans sa maison à Santa Monica (Californie).

## Membres
- P. P. Arnold - Chant (1967)
- Keith Emerson (†) - Orgue Hammond, piano (1967-1970, 2002)
- David O'List - Guitare, trompette, chœurs (1967-1968)
- Lee Jackson - Basse, chant (1967-1970, 2002)
- Ian Hague (†) - Batterie (1967)
- Brian Davison (†) - Batterie, percussions (1967-1970, 2002)

## Discographie

### Albums studio
- 1968 : The Thoughts of Emerlist Davjack (Immediate)
- 1968 : Ars Longa Vita Brevis (Immediate)
- 1969 : Nice (Immediate)

### Albums live
- 1970 : Five Bridges (Charisma)
- 1971 : Elegy (Charisma)
- 1996 : America – The BBC Sessions (Receiver)
- 2001 : The Swedish Radio Sessions  (Sanctuary)
- 2002 : BBC Sessions (Sanctuary)
- 2003 : Vivacitas (Sanctuary)
- 2009 : Live at the Fillmore East December 1969 (Virgin)

### Singles
- 1967 : The Thoughts of Emerlist Davjack / Azrael (Angel of Death) (Immediate)
- 1968 : America / Diamond Hard Blue Apples of the Moon (Immediate, 1968)
- 1968 : Brandenburger / Happy Freuds (Immediate)
- 1969 : Diary of an Empty Day / Hang On to a Dream (Immediate)
- 1969 : Country Pie / Brandenburg Concerto #6 / One of Those People (Charisma)

### Collaborations
- 1967 :  Don't Burst My Bubble/Come Home Baby (face A P. P. Arnold avec les Small Faces - face B avec Rod Stewart et P. P. Arnold) (Keith est à l'orgue sur la face B, avec Rod Stewart au chant, Ron Wood à la guitare, Keith Richards à la basse, Nicky Hopkins au piano électrique et Mickey Waller à la batterie - Immediate Records)
- 1969 : An Old Raincoat Won't Ever Let You Down de Rod Stewart (Keith joue l'orgue sur la pièce I Wouldn't Ever Change a Thing)
- 1969 : Music From Free Creek - Artistes Variés. (1969) (Keith joue sur trois pièces)
- 1970 : Flat, Baroque and Berserk de Roy Harper (Keith Emerson, Lee Jackson et Brian Davison jouent sur Hell's Angels)
- 1973 : Lifemask de Roy Harper (Brian Davison joue la batterie sur la suite The Lord's Prayer)
- 2000 : Rod Stewart 1964-1969 de Rod Stewart (Contient la pièce Come home baby avec P.P Arnold)
- 2001 : Rod Stewart a Little Misunderstood: The Sixties Sessions (Come Home Baby)
- 2001 : Rod Stewart and the Steampacket – Can I Get a Witness (2001) - Idem
- 2002 : Immediate Pleasure - Artistes variés (compilation comprenant la chanson Come Home Baby ainsi que deux pièces des Nice, The Thoughts of Emerlist Davjack et America)
- 2013 : The Theory of Everything de Ayreon (Keith au synthétiseur sur la pièce Progressive Waves. - Avec Steve Hackett, John Wetton, Rick Wakeman et Jordan Rudess)

### Compilations
- Hang on to a dream - Esperar un sueno (Emidisc 1C 048-50 722 - 1970)
- The Nice (Philips 9299 718 - 1970)
- The best of The Nice (Immediate 1C 048-90 674 - 1970)
- Keith Emerson With The Nice (Mercury – 830 457-2 M-1 - 1971) Contient Les albums Five Bridges Suite et Elegy
- Keith Emerson With The Nice Vol 2 (Fontana 9286 862 1971)
- In memoriam (Immediate 2C 054 - 95954 - 1972)
- Autumn '67 - Spring '68 (Charisma, 1972, UK) Réédité sous le titre : Autumn to Spring (Charisma, 1973, USA)
- The Immediate Story (Double CD - Sire SASH - 37102 - 1975)
- Amoeni Redivivi (Immediate IML1003 - 1976)
- Greatest Hits (Immediate IML 2003 - 1977)
- Ars Longa Vita Brevis (3 LP Box - Charly Records 26 76 210 - 1977)
- The Immediate Years (3 LP Box - Charly Records CDIMMBOX2 - Charly Schallplatten GmbH - 1995 Allemagne)
- Nice Hits Nice Bits (BMG Fabricated, 1999)
- The Immediate Collection (Recall Records - 1999 Double CD Album)
- Here Comes The Nice The Immediate Anthology (3CD Castle Music - CMETD 055 - 2000)
- Keith Emerson & The Nice Absolutely The Best (True North 1003941 - 2001)
- BBC Sessions - Ian Hague à la batterie sur Flower King Of Flies, Sombrero Sam et Rondo enregistrés pour l'émission Top Gera le 22/10/67.
- Artistes Variés -  Immediate Pleasure - Comprenant la chanson de Rod Stewart et P.P. Arnold, Come home baby ainsi que deux pièces des Nice, The Thoughts of Emerlist Davjack et America (2002) Compilation d'artistes de la maison de disques Immediate Records.
- The best of The Nice, The Small Faces. Humble Pie, Eric Clapton & John Mayall (Immediate - 1C 148-92 661/662 Allemagne - Année de parution inconnue) Double Album
- The Nice & The Humble Pie*- Famous Popgroups Of The '60s Vol. 4 (Music For Pleasure – 1M 146-94319/20) - CD 1 The Nice - CD 2 Humble Pie - Année de parution inconnue) Double Album